# Fatti di Mayerling

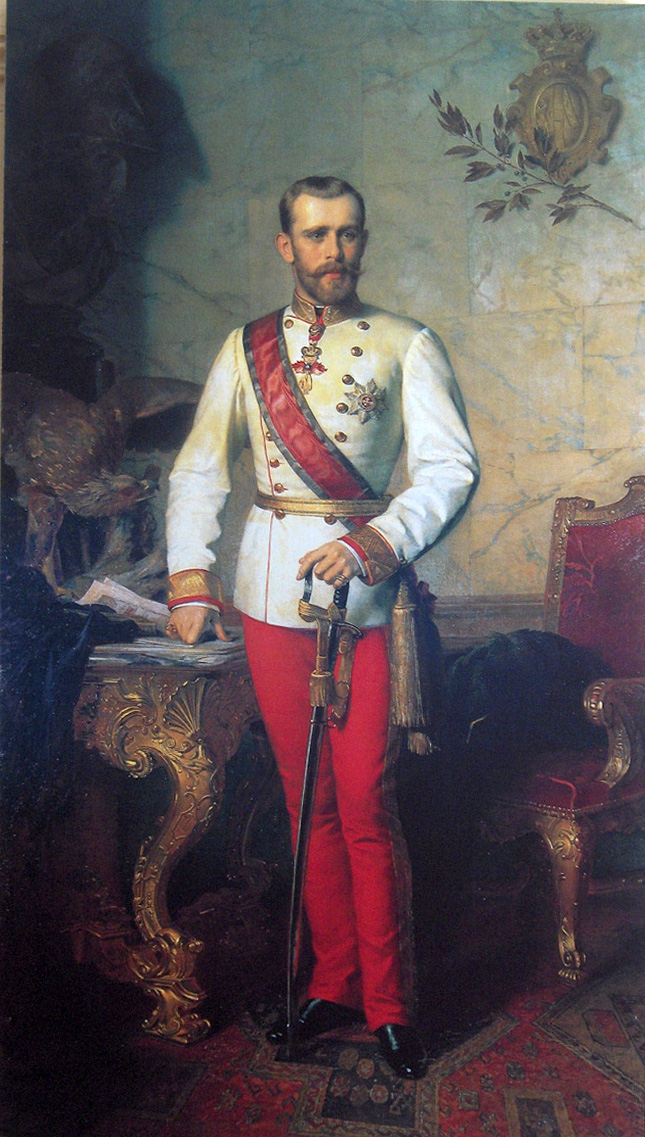
Il principe ereditario Rodolfo

I fatti di Mayerling furono una serie di eventi che condussero alla morte violenta dell'arciduca Rodolfo d'Asburgo-Lorena e della sua amante, la baronessina Maria Vetsera. I loro corpi furono ritrovati a Mayerling, in Bassa Austria, il 30 gennaio del 1889.

## La morte degli amanti

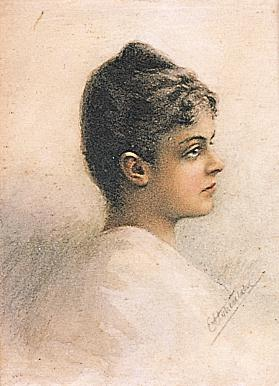
Maria Vetsera

Nel 1889 era risaputo a corte che Rodolfo e la Vetsera avessero una relazione (ne erano a conoscenza persino l'imperatore Francesco Giuseppe, padre di Rodolfo, e la moglie stessa di Rodolfo, la principessa Stefania del Belgio). Il matrimonio di Rodolfo e di Stefania aveva portato alla nascita di una figlia, l'arciduchessa Elisabetta Maria, ma pare che Rodolfo non fosse particolarmente felice. Si vociferò che la ragione per cui Stefania fosse impossibilitata ad avere ancora figli era che Rodolfo l'avesse infettata con una malattia venerea, precisamente gonorrea, contratta da una delle sue innumerevoli amanti. Non avendo Rodolfo eredi maschi, l'erede al trono risultava essere il nipote di Francesco Giuseppe, l'arciduca Francesco Ferdinando.
Inizialmente la versione ufficiale dei fatti fu che un attacco di cuore aveva stroncato Rodolfo; la Vetsera non venne neppure menzionata, e il suo corpo completamente vestito, munito di cappello e legato a un manico di scopa che le teneva diritta la schiena, fu trasportato in carrozza e seppellito segretamente a Heiligenkreuz, talmente in fretta da non dare modo alla madre di vederlo per un'ultima volta. Questa versione non sembrò, tuttavia, reggere e in breve si dovette ammettere che l'arciduca si era suicidato.
Tra le tante versioni popolari che subito si diffusero, la più verosimile sembrava quella secondo cui tra l'arciduca e l'amante si fosse raggiunto il lugubre accordo di morire insieme, alla luce della richiesta avanzata da Francesco Giuseppe che i due si separassero. Rodolfo avrebbe sparato alla tempia della Vetsera, pienamente consenziente, per sedere, poi, accanto a lei diverse ore e infine togliersi egli stesso la vita.
Si ottenne una speciale deroga dalla Santa Sede che permetteva la sepoltura di Rodolfo nella cripta dei cappuccini (poiché in quanto suicida non avrebbe avuto diritto a ricevere onori funebri religiosi e a essere seppellito in terra consacrata), dando come motivazione il suo stato di alterazione mentale. Ufficialmente, prima di commettere quel gesto conclusivo, si certificava che Rodolfo sarebbe stato in condizione di grave squilibrio.
Rodolfo aveva scritto alla moglie una fredda lettera di addio:
La lettera fu creduta per molto tempo un falso, fabbricata per dare credito alla teoria del suicidio e per non dare adito ad altre versioni dei fatti. È stata poi sottoposta a due perizie calligrafiche incrociate e risultata autentica, anche se priva di data.
Il commento di Stefania fu:

## Teorie alternative

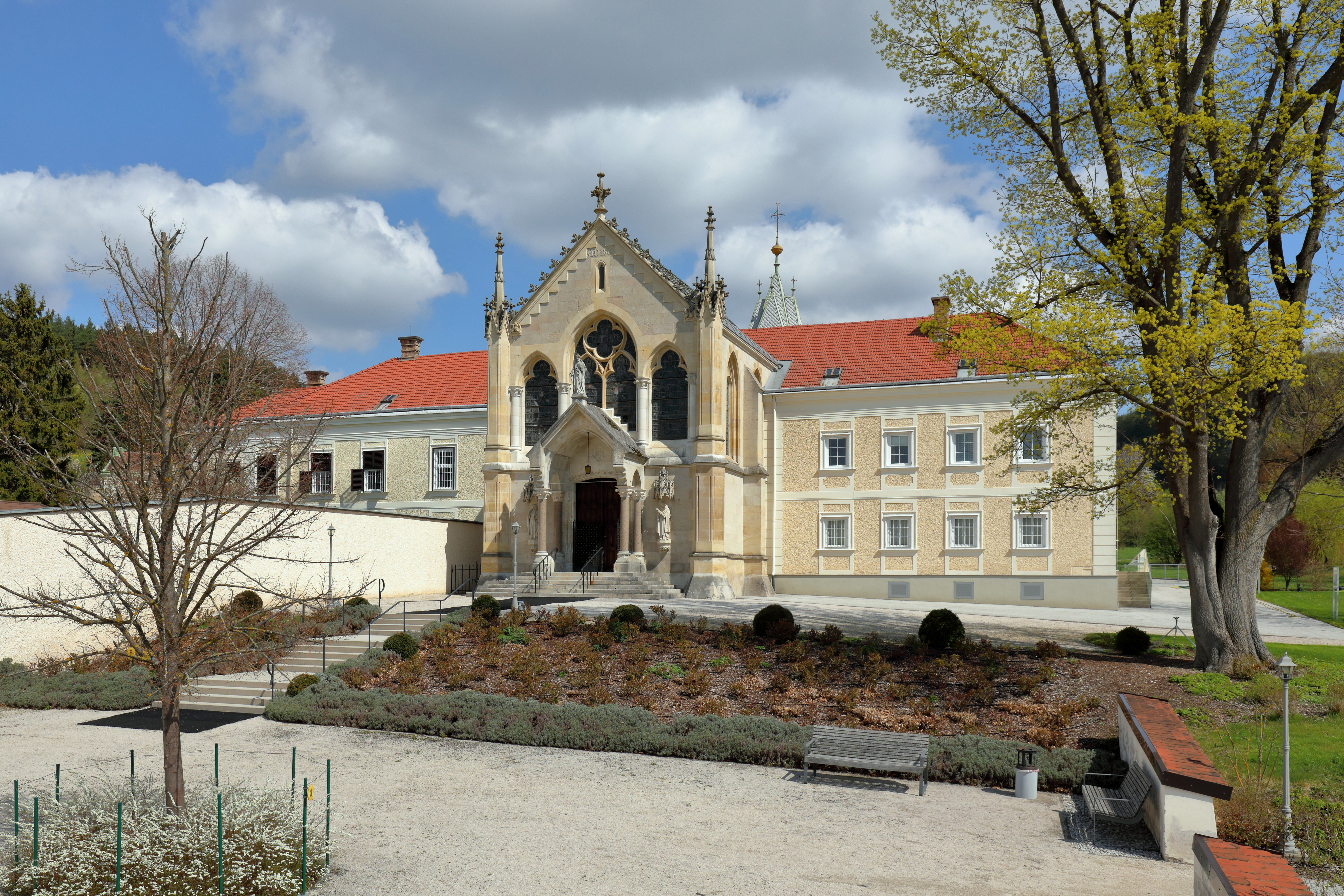
Il casino di caccia e la chiesa dei Carmelitani a Mayerling

Per quanto generalmente gli storici escludano che dietro i fatti di Mayerling ci sia più dell'omicidio-suicidio di due amanti disperati, sono state avanzate ipotesi alternative alla storia ufficiale. Nessuna prova a supporto di queste teorie è stata però mai scoperta.

### L'aborto
Una teoria suggerisce che la Vetsera fosse incinta e sia deceduta (per dissanguamento o setticemia) a seguito di un aborto maldestramente praticato e che Rodolfo, in preda al panico e temendo uno scandalo, abbia risolto di suicidarsi subito dopo.

### L'imperatrice Zita
L'imperatrice Zita di Borbone-Parma (1892-1989), vedova dell'imperatore Carlo I d'Austria-Ungheria (il quale regnò dal 1916 al 1918), affermò che Rodolfo era stato assassinato e che il duplice delitto era stato anche scoperto. I responsabili sarebbero stati ufficiali della sicurezza austriaci, in risposta alle presunte simpatie dell'arciduca nei confronti della metà ungherese dell'Impero.

### La congiura francese
Un'altra ipotesi sostiene che responsabili fossero agenti francesi, che avrebbero ucciso Rodolfo perché questi si sarebbe rifiutato di partecipare a un complotto contro il padre, filoteungherese. In tal caso, la presenza della giovane sarebbe casuale.

## Opere ispirate ai fatti di Mayerling

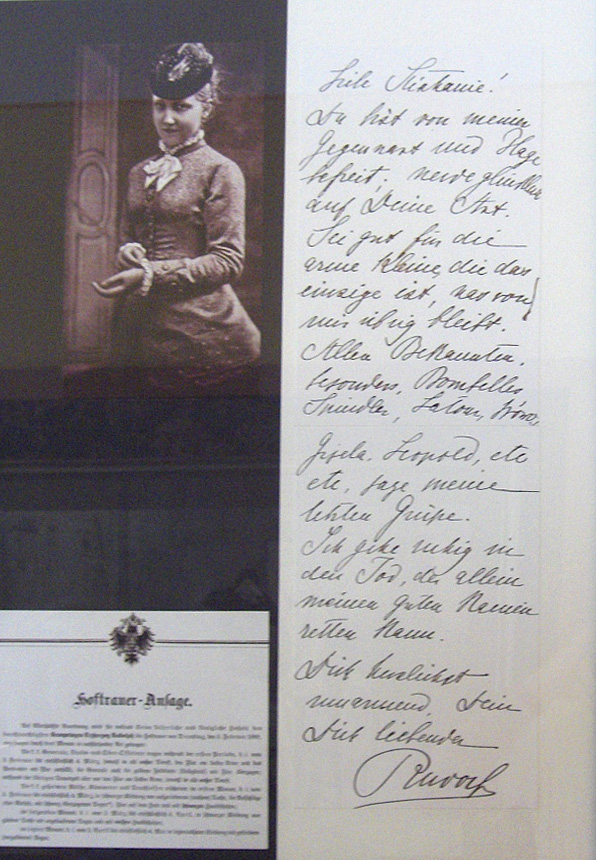
Lettera d'addio del principe Rodolfo, conservata al museo di Mayerling

### Letteratura
- Benito Mussolini, La tragedia di Mayerling, 1910, romanzo inedito
- A. G. Borgese, La tragedia di Mayerling, A. Mondadori Editore 1928
- Steven Millhauser, Eisenheim the Illusionist, 1990 racconto breve presente nella raccolta The Barnum Museum)

### Cinema
- Mayerling (1936), diretto da Anatole Litvak e interpretato da Charles Boyer e Danielle Darrieux
- Da Mayerling a Sarajevo (1940), diretto Max Ophüls
- Mayerling (Le secret de Mayerling, 1949), noto anche come Il segreto di Mayerling, diretto da Jean Delannoy e interpretato da Denise Benoît e Dominique Blanchar
- Amanti imperiali (Kronprinz Rudolfs letzte Liebe, 1956), diretto da Rudolf Jugert e interpretato da Rudolf Prack e Christiane Hörbiger
- Mayerling (1968), diretto da Terence Young e interpretato da Omar Sharif, Catherine Deneuve, James Mason e Ava Gardner
- Vizi privati, pubbliche virtù (1975), diretto da Miklós Jancsó e interpretato da Teresa Ann Savoy e Lajos Balázsovits
- The Illusionist - L'illusionista (The illusionist, 2006), diretto da Neil Burger e basato sul racconto breve di Steven Millhauser

### Fumetti
- Tenshi no hitsugi (2000), manga giapponese di You Higuri

### Musica e teatro
- Marinka (1945), musical di George Marion jr. e Karl Farkas (librettisti) e Emmerich Kálmán (musica)
- Elisabeth (1992), musical di Michael Kunze (librettista) e di Sylvester Levay (musica), nella parte intitolata Mayerling
- Rudolf - The last kiss (2006), musical di Frank Wildhorn
- Mayerling (2006), opera crossover tedesca di Siegfried Carl (libretto) e Ricardo Urbetsch (musica)

### Balletto
- Mayerling (1978), balletto creato da Kenneth MacMillan per il Royal Ballet

### Televisione
- Mayerling (1957), film per la televisione statunitense, diretto da Anatole Litvak e interpretato da Audrey Hepburn e Mel Ferrer
- Requiem for a crown prince (1974), episodio della serie televisiva inglese Fall of eagles
- Il destino di un principe (2007), film per la tv di produzione italo-austro-tedesca, diretto da Robert Dornhelm e interpretato da Klaus Maria Brandauer, Max Von Thun, Vittoria Puccini, Alexandra Vandernoot, Sandra Ceccarelli, Christian Clavier, Omar Sharif
- Quella notte a Mayerling, Speciale Superquark, Rai 1